# Yuquanberget
Yuquanberget eller Yuquan Shan (kinesiska: 玉泉山) är en kulle i Jingmingparken i nordvästra Peking i Kina. Toppen på Yuquan Shan är 134 meter över havet, eller 74 meter över den omgivande terrängen. Bredden vid basen är 1,1 km.
Terrängen runt Yuquanberget är platt österut, men västerut är den kuperad. Terrängen runt Yuquanberget sluttar österut. Runt Yuquanberget är det mycket tätbefolkat, med 4 842 invånare per kvadratkilometer. Runt Yuquanberget är det i huvudsak tätbebyggt.